# 4-та армія (Франція)
4-та а́рмія  (фр. IVe Armée) — польова армія сухопутних військ Франції за часів Першої та Другої світових війн.

## Історія
4-та французька армія була сформована 2 серпня 1914 року у відповідності до французького плану XVII підготовки до збройного конфлікту з Німецькою імперією.

## Командування

### Командувачі
1-ша світова війна
- дивізійний генерал Фернан Лангль де Карі (фр. Fernand Louis Armand Marie de Langle de Cary) (2 серпня 1914 — 11 грудня 1915);
- дивізійний генерал Анрі Жозеф Гуро (фр. Henri Joseph Eugène Gouraud) (11 грудня 1915 — 14 грудня 1916);
- дивізійний генерал Марі Еміль Файоль (фр. Marie Émile Fayolle) (14 — 31 грудня 1916);
- дивізійний генерал П'єр Август Роже (фр. Pierre Auguste Roques) (31 грудня 1916 — 23 березня 1917);
- дивізійний генерал Франсуа Антой (фр. François Anthoine) (23 березня — 15 червня 1917);
- дивізійний генерал Анрі Жозеф Гуро (15 червня 1917 — 8 жовтня 1919);